# Bulbine torta
Bulbine torta là một loài thực vật có hoa trong họ Thích diệp thụ. Loài này được N.E.Br. miêu tả khoa học đầu tiên năm 1908.